# کبک ۲۳۱۱۵
سیارک ۲۳۱۱۵ (به انگلیسی: 23115 Valcourt، نامگذاری:2000AS18) بیست و سه هزار و صد و پانزدهمین سیارک کشف شده‌است که در ۳ ژانویه ۲۰۰۰ کشف شد.
قدر مطلق سیارک برابر ۱۸.۶ است.